# Franciszek Smuda
Franciszek Smuda (polskt uttal: [franˈt͡ɕiʂɛk ˈsmuda]), född 22 juni 1948 i Lubomia nära Wodzisław Śląski i Schlesiens vojvodskap, död 18 augusti 2024 i Kraków, var en polsk fotbollstränare och tidigare spelare. 
Han spelade under sin karriär för klubbar i Polen, USA och Tyskland. 1983 påbörjade Smuda sin tränarkarriär och han har varit tränare för bland annat Widzew Łódź, Wisła Kraków, Legia Warszawa och Lech Poznań. Han har vunnit tre ligatitlar i Polen. Smuda var 2009–2012 tränare för Polens herrlandslag i fotboll.